# 沃龙佐夫宫 (阿卢普卡)

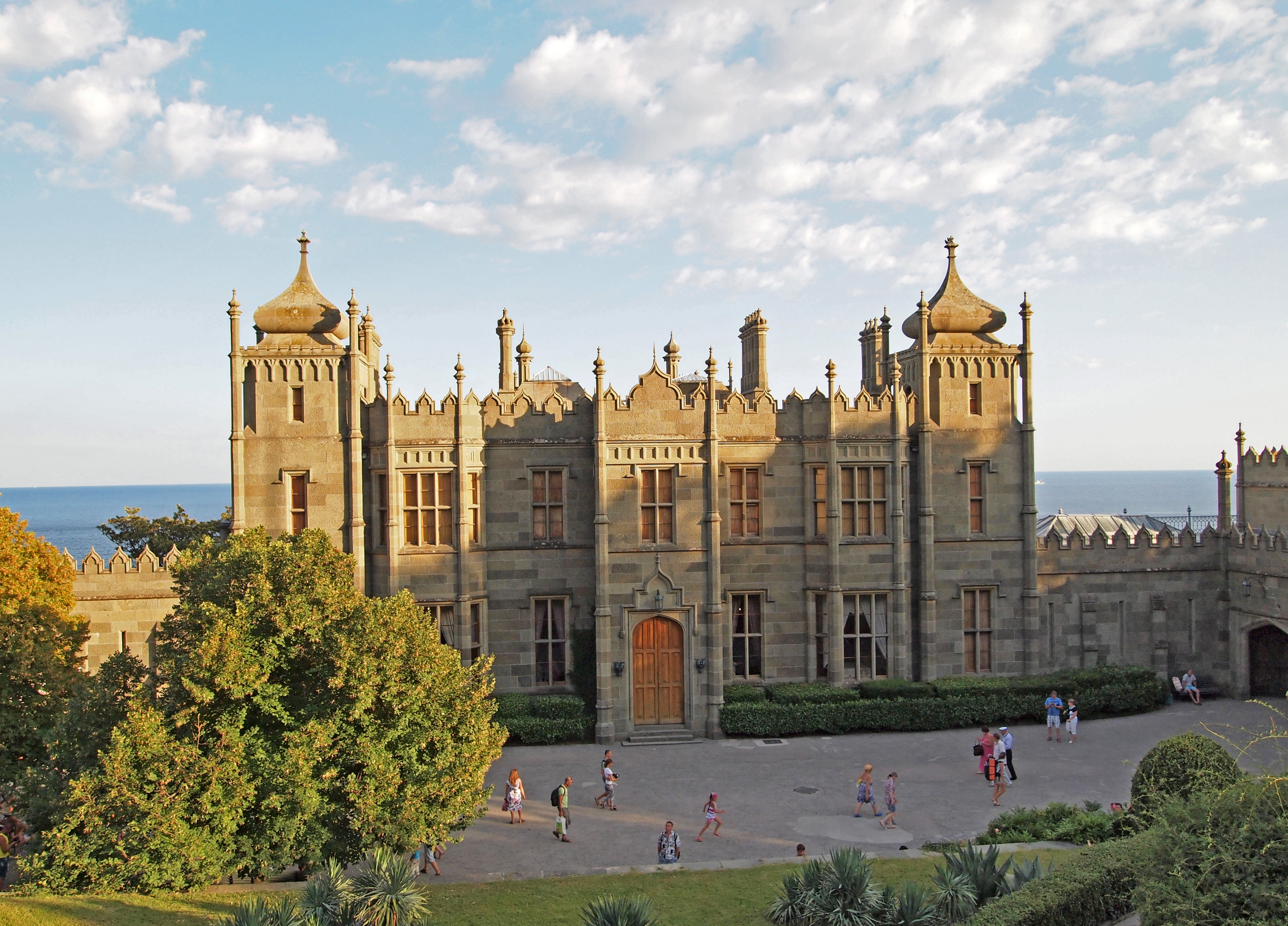
沃龙佐夫宫北立面

沃龙佐夫宫（羅馬化：Vorontsovskyi palats，羅馬化：Vorontsovskiy dvorets），在苏联时期又名阿卢普卡宫（羅馬化：Alupkinskyi palats，羅馬化：Alupkinskiy dvorets），是一座历史建筑，位于乌克兰南部克里米亚阿卢普卡附近的克里米亞山脈山麓。沃龙佐夫宫是克里米亚最大最古老的宫殿之一，以及克里米亚南部海岸最热门的旅游景点之一.
沃龙佐夫宫建于1828到1848年，是沃龙佐夫伯爵的夏季官邸，耗资900万卢布。其风格属于英国文艺复兴风格的宽松解释，由英国建筑师爱德华·布洛尔设计。该建筑集成了苏格兰男爵、摩尔复兴和哥特复兴建筑的元素。布洛尔的另一著名作品是英国伦敦白金汉宫的设计。
沃龙佐夫宫的显著特点是毗邻的公园，绿地和林地面积40公顷，由德国园艺师 Carolus Keebach设计今天，沃龙佐夫宫是国家历史保护区“阿卢普卡宫殿-公园建筑群”的一部分，包括附近的马桑德拉宫。

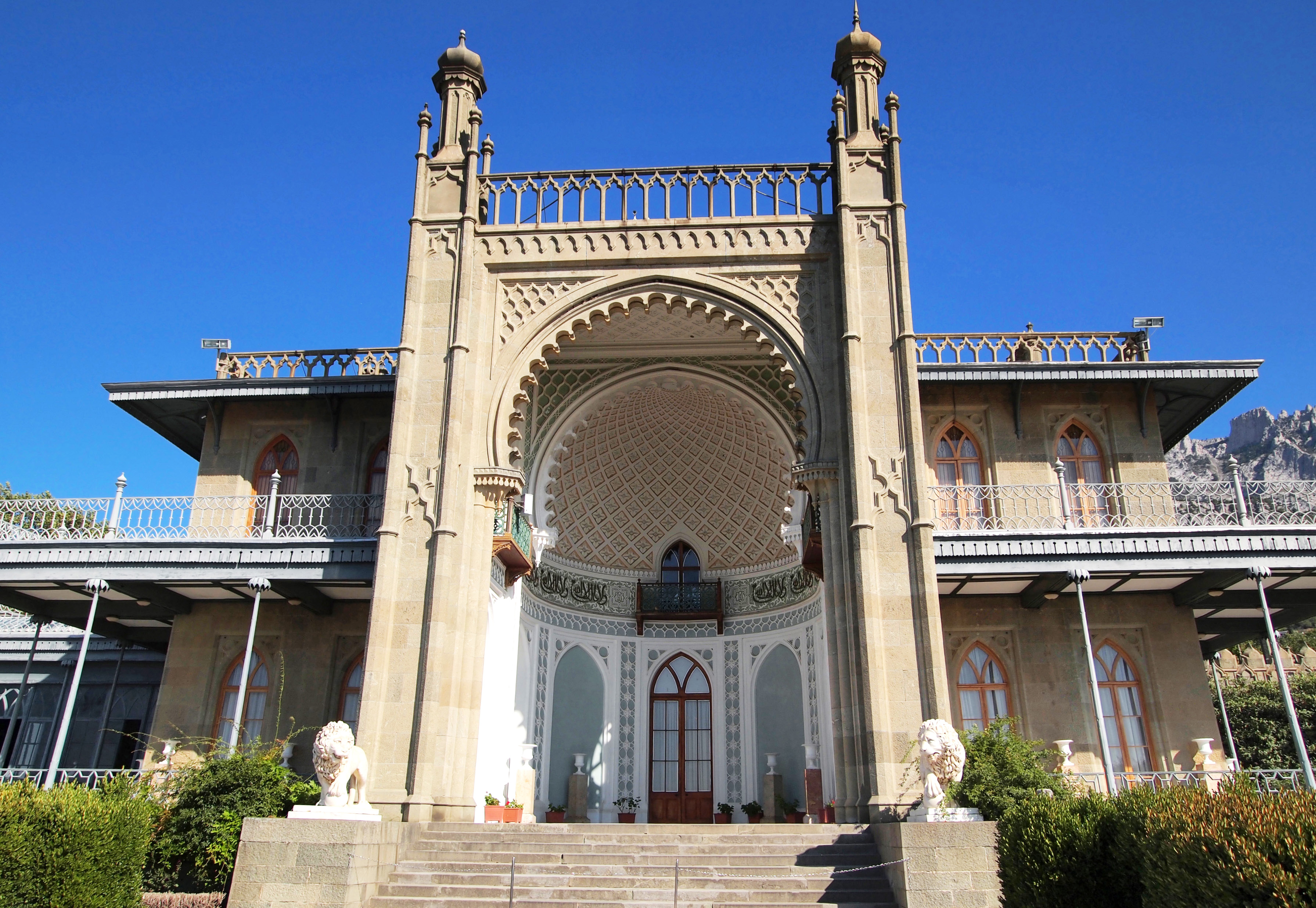
伊斯兰风格的南立面
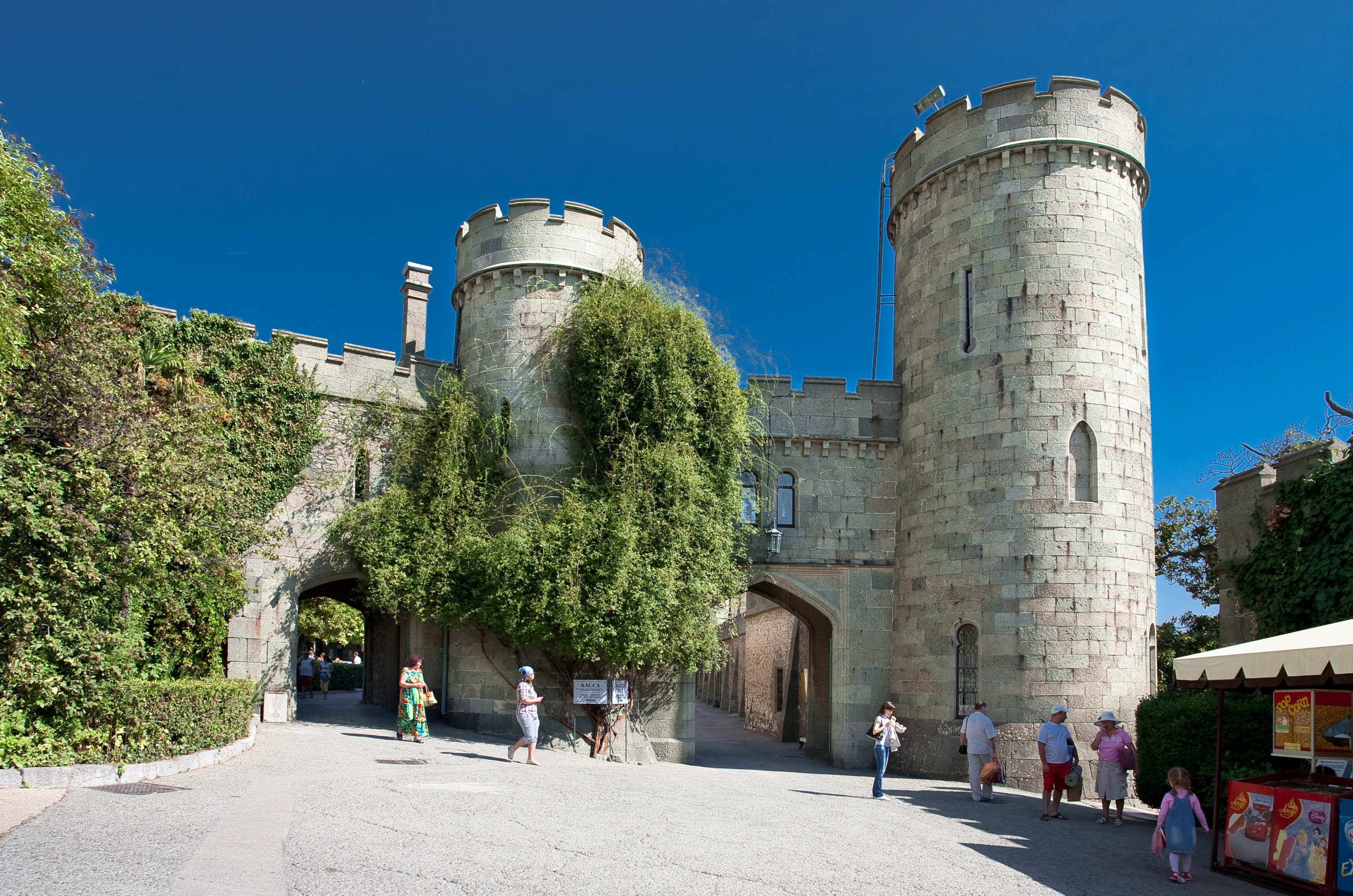
西门楼
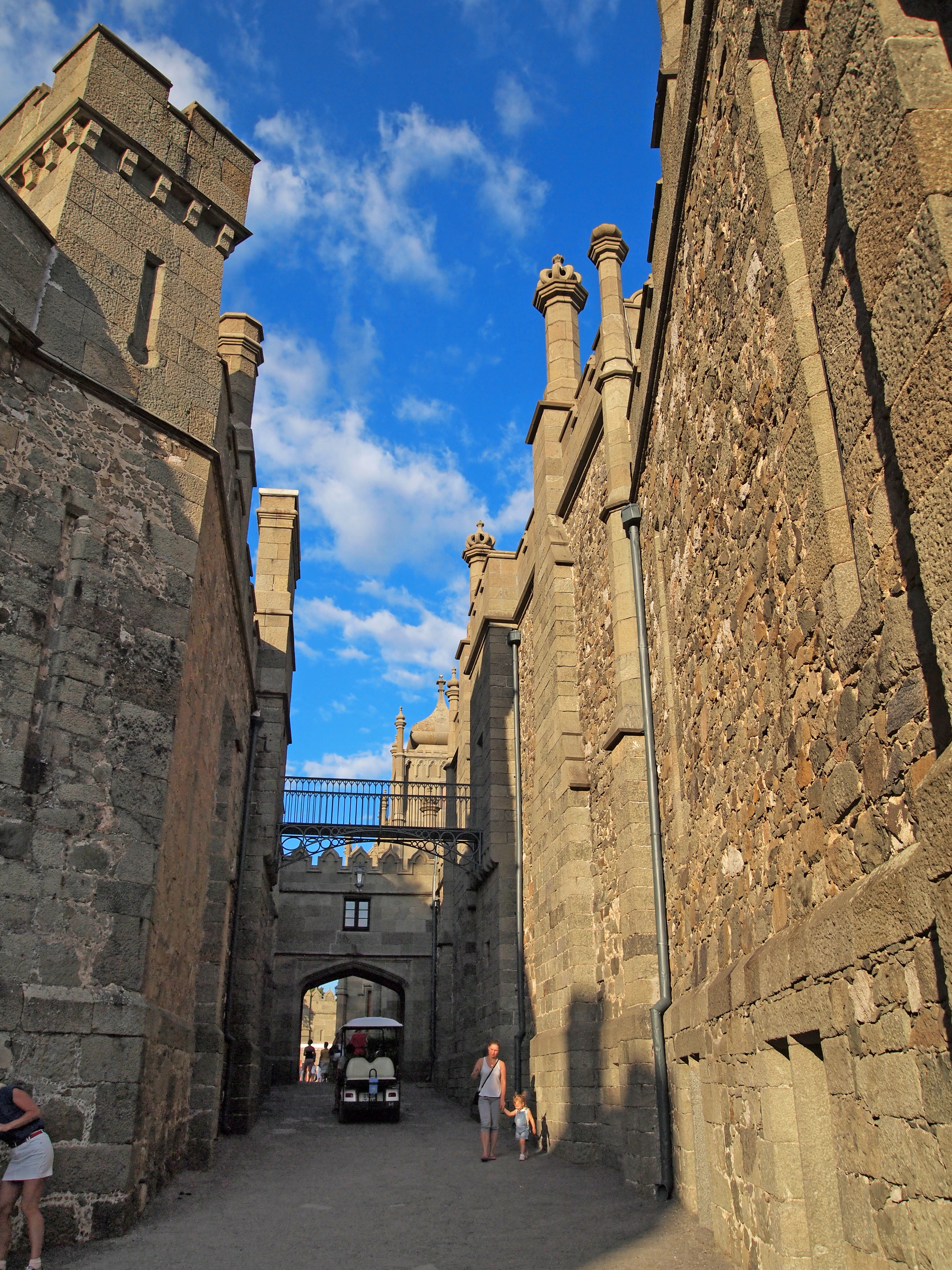
舒瓦洛夫通道
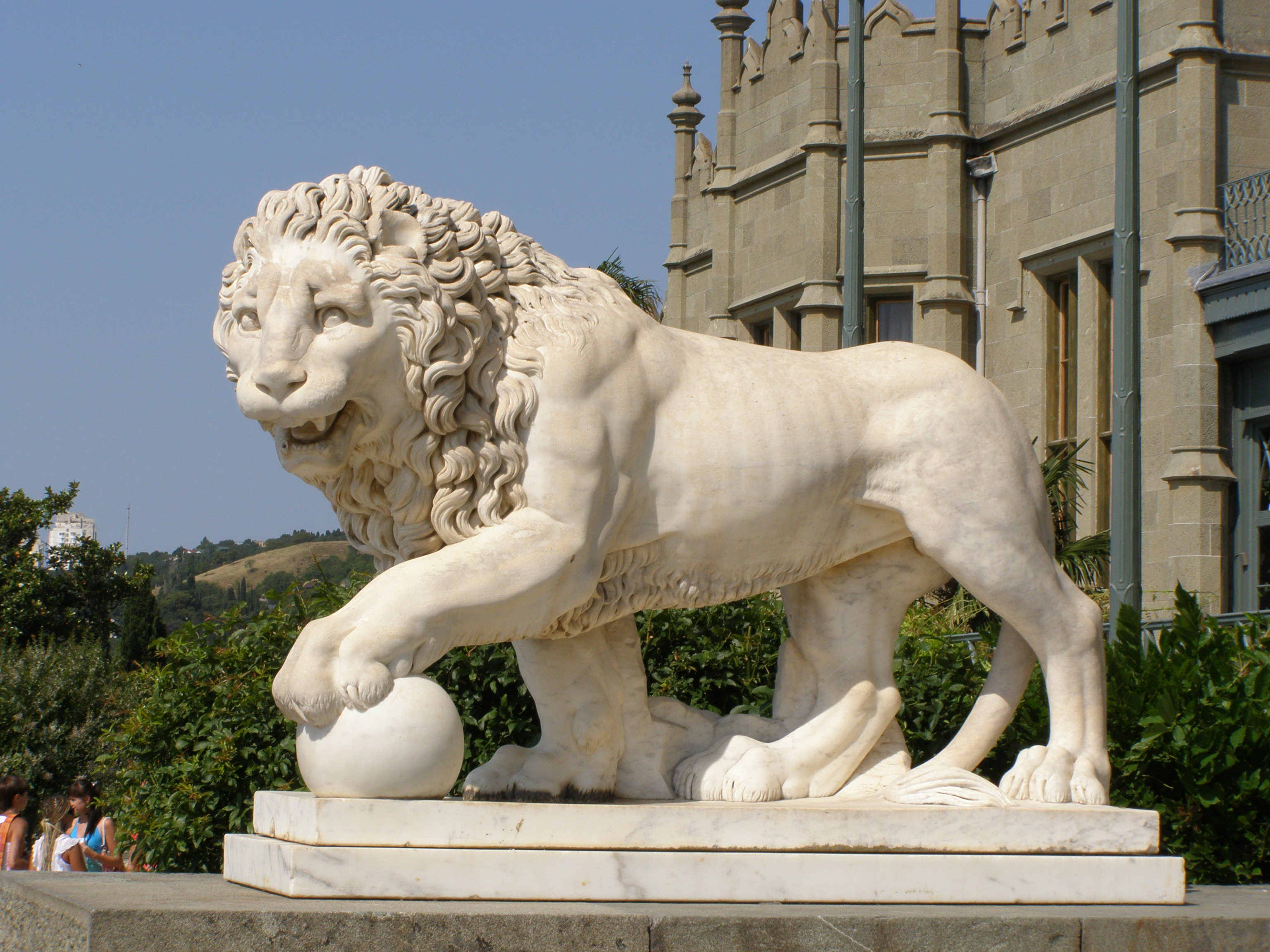
丘吉尔喜爱的美第奇狮子
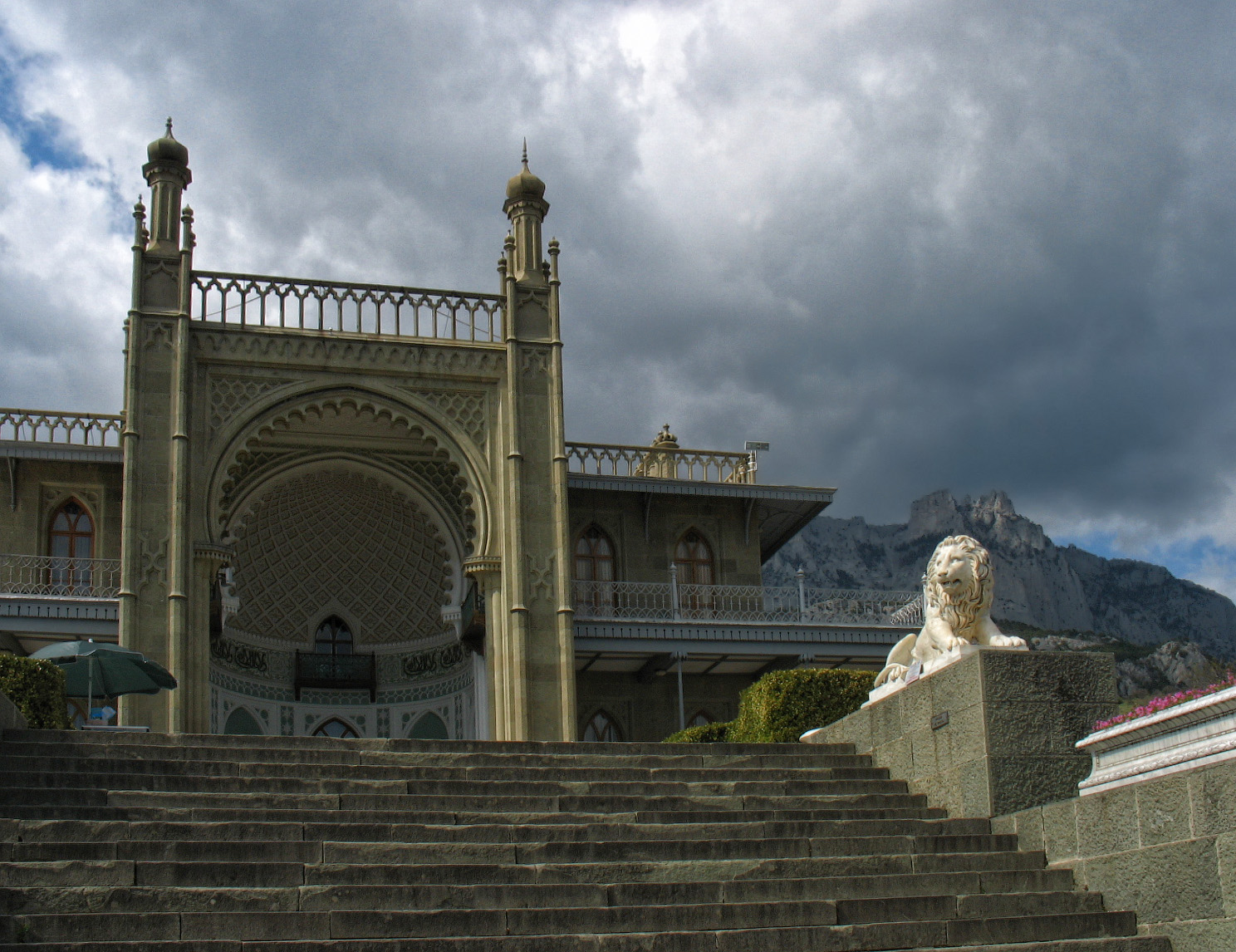
狮子台阶